# Pentamethylcyklopentadien
1,2,3,4,5-Pentamethylcyklopentadien je organická sloučenina, cyklický dien se vzorcem C5Me5H (Me = CH3).
Pentamethylcyclopentadien slouží jako prekurzor 1,2,3,4,5-pentamethylcyklopentadienylových (C5Me5, označovaný též jako Cp*) ligandů. Na rozdíl od méně substituovaných derivátů cyklopentadienu Cp*H nepodléhá dimerizaci.

## Příprava a výroba
Pentamethylcyklopentadien lze zakoupit. Příprava je možná z tiglaldehydu, jako meziprodukt se přitom tvoří 2,3,4,5-tetramethylcyklopent-2-enon.
Další možností je adice 2-butenyllithia na ethylacetát následovaná kysele katalyzovanou dehydrocyklizací:

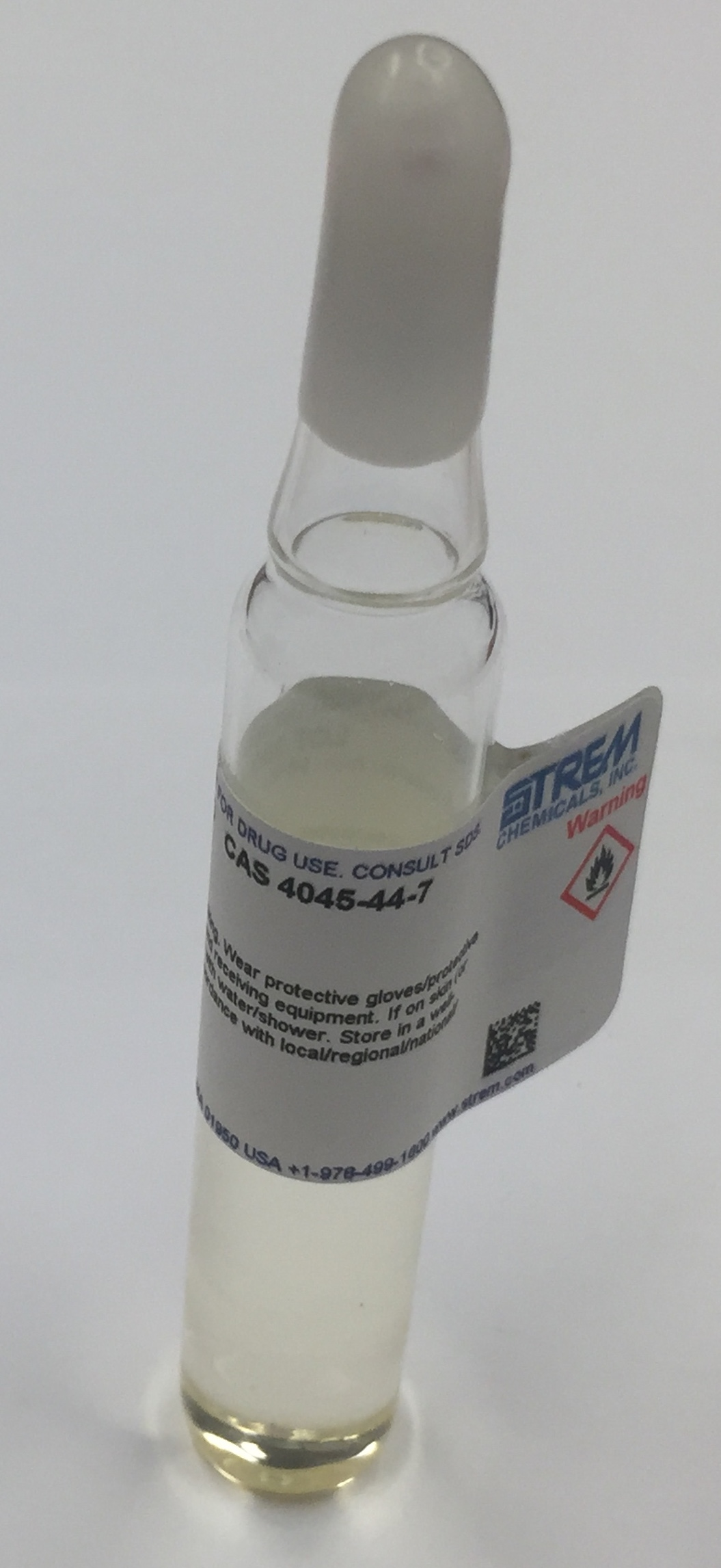
Vzorek pentamethylcyklopentadienu

## Organokovové deriváty
Cp*H je prekurzorem organokovových sloučenin obsahujících C5Me −
5  ligandy, zkráceně označované Cp*−.
Následující rovnice vyjadřují příklady reakcí vedoucích ke vzniku takových komplexů:
Cp*H + C4H9Li → Cp*Li + C4H10
Cp*Li + TiCl4 → Cp*TiCl3 + LiCl
Některé komplexy Cp* lze připravit přesuny silylových skupin:
Cp*Li + Me3SiCl → Cp*SiMe3 + LiCl
Cp*SiMe3 + TiCl4 → Cp*TiCl3 + Me3SiCl
Určité komplexy Cp* je možné získat z hexamethylovaného Dewarova benzenu. Tímto způsobem se získával [Rh(C5Me5)Cl2]2, ovšem tento postup byl nahrazen využitím lépe dostupného Cp*H.
2 Cp*H + 2 Fe(CO)5 → [η5-Cp*Fe(CO)2]2 + H2 + 6 CO
Z se připravují chloromůstkové dimery [Cp*IrCl2]2 a [Cp*RhCl2]2. Při příslušných reakcích se používají halogenovodíkové kyseliny, které indukují potřebné přesmyky hexamethylovaného Dewarova benzenu na substituovaný pentamethylcyklopentadien, po kterém následuje reakce s hydrátem chloridu iriditého nebo rhoditého.

### Srovnání s ostatními Cp ligandy

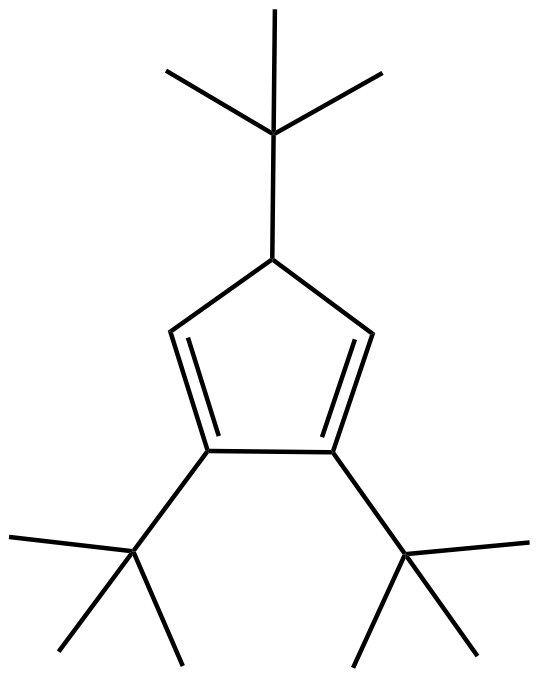
Struktura komplexu ^{t}Bu_{3}C_{5}H_{3}

Pentamethylcyklopentadienylové komplexy jsou v několika oblastech odlišné od cyklopentadienylových (Cp). V důsledku vyšší elektronové hustoty jsou Cp*− komplexy lepšími donory elektronů. Fluorovaný ligand (trifluormethyl)tetramethylcyklopentadienyl, C5Me4CF3, spojuje vlastnosti Cp a Cp*: má sterické efekty Cp*, ale elektronovými vlastnostmi se podobá Cp, dodávání elektronů z methylových skupin je znemožněno elektronakceptorní povahou trifluormethylového substituentu.
Sterické efekty vyvolávané pentamethylcyklopentadienovmi molekulami stabilizují komplexy s méně stabilními ligandy oslabením mezimolekulových sil, což omezuje tvorbu polymerních struktur. Tyto komplexy bývají také lépe rozpustné v nepolárních rozpouštědlech. Methylové skupiny v komplexech Cp* rovněž mohou podstoupit aktivace vazeb C-H. Cyklopentadienylové komplexy s velkými substituenty mohou vytvářet i výrazně silnější sterické efekty než jaké vytvářejí komplexy Cp*.